# Іст-Гаффні (Південна Кароліна)
Іст-Гаффні (англ. East Gaffney) — переписна місцевість (CDP) в США, в окрузі Черокі штату Південна Кароліна. Населення — 2882 особи (2020).

## Географія
Іст-Гаффні розташований за координатами 35°5′7″ пн. ш. 81°37′27″ зх. д. / 35.08528° пн. ш. 81.62417° зх. д. (35.085377, -81.624294).  За даними Бюро перепису населення США в 2010 році переписна місцевість мала площу 7,93 км², з яких 7,91 км² — суходіл та 0,02 км² — водойми.

## Демографія
Згідно з переписом 2010 року, у переписній місцевості мешкало 3085 осіб у 1218 домогосподарствах у складі 782 родин. Густота населення становила 389 осіб/км².  Було 1407 помешкань (177/км²).
Расовий склад населення:
| - 68,2 % — білих - 25,6 % — чорних або афроамериканців - 0,4 % — корінних американців - 0,3 % — азіатів - 0,1 % — вихідців з тихоокеанських островів - 3,6 % — осіб інших рас |

До двох чи більше рас належало 1,8 %. Частка іспаномовних становила 5,5 % від усіх жителів.
За віковим діапазоном населення розподілялося таким чином: 24,2 % — особи молодші 18 років, 62,8 % — особи у віці 18—64 років, 13,0 % — особи у віці 65 років та старші. Медіана віку мешканця становила 37,0 року. На 100 осіб жіночої статі у переписній місцевості припадало 96,7 чоловіків;  на 100 жінок у віці від 18 років та старших — 95,7 чоловіків також старших 18 років.
Середній дохід на одне домашнє господарство  становив 33 587 доларів США (медіана — 30 287), а середній дохід на одну сім'ю — 38 051 долар (медіана — 31 438). Медіана доходів становила 37 746 доларів для чоловіків та 29 196 доларів для жінок. За межею бідності перебувало 30,8 % осіб, у тому числі 49,9 % дітей у віці до 18 років та 8,7 % осіб у віці 65 років та старших.
Цивільне працевлаштоване населення становило 1152 особи. Основні галузі зайнятості: виробництво — 26,0 %, роздрібна торгівля — 18,6 %, освіта, охорона здоров'я та соціальна допомога — 17,4 %.